# Rocznik Lubuski
Rocznik Lubuski – rocznik ukazujący się od 1959 w Zielonej Górze. Wydawcą jest Lubuskie Towarzystwo Naukowe. Publikowane są w nim artykuły naukowe, recenzje, materiały dotyczące historii regionu lubuskiego. 